# Snowblades
Snowblades® är ett registrerat varumärke från Salomon för små lättmanövrerade slalomskidor. Ett vanligt missförstånd gällande snowblades är att de är lättare att hoppa med än vanliga slalomskidor, men de är bara lättare att göra tricks med. Slalomskidor är lättare att hoppa med eftersom de är längre och man har därför bättre balans i luften och man har dessutom mer yta att landa på. 
Snowblades hade sin storhetstid i början av 2000-talet men är fortfarande väldigt populärt hos danskar